# 阿尔贝托·奇里奥
阿尔贝托·奇里奥（義大利語：Alberto Cirio，1972年12月6日—），義大利政治家。現任歐洲議會議員、皮埃蒙特大区主席，為意大利力量黨黨員。
他於都灵大学學習法律。1995年至2005年期間擔任阿尔巴的副市長。2005年，當選皮埃蒙特大区委员会委員，並於2010年再度當選。2010年至2014年，擔任皮埃蒙特大区教育、旅游及體育部長。2014年，代表義大利西北部選區，當選歐洲議會議員。2019年5月26日，他在意大利力量黨、北方聯盟、意大利兄弟和中间联盟的支持下，當選皮埃蒙特大区主席。
在2019冠狀病毒病疫情蔓延至義大利之後，他於2020年3月8日被報導稱SARS-CoV-2檢測結果呈現陽性，意味著他感染了2019冠狀病毒病。

## 外部連結
- Official website of Alberto Cirio （页面存档备份，存于）
- Personal profile of 阿尔贝托·奇里奥 in the European Parliament's database of members